# Cubagua
Cubagua is een klein eiland (opp. 23 km²) in de Caraïbische Zee, behorend tot Venezuela (Zuid-Amerika) en het kleinste eiland van de drie eilanden (Isla Margarita, Coche) van de staat Nueva Esparta.

## Koloniale vondsten
Aan de Punta Las Cabeceras zijn opgravingen te vinden. Archeologen hebben in de jaren 50 de ruïnes van Nueva Cádiz vrijgelegd, een steunpunt uit de periode van de Spaanse Conquistadores in de 16e eeuw. Het eiland en de stad is een belangrijke plek geweest voor de parelindustrie en beleefde de stad een glansvolle bloei en was voor de Spanjaarden een symbool van de succesvolle veroveringspolitiek. In 1521 werden de eerste solide woon- en voorraadhuizen gebouwd en in 1528 overtrok het inwonertal de duizendgrens. Door de handel met parels bleef het bloeien. Na een zware aardbeving op kerstdag van 1541 en een overval van Franse Corsicanen in 1543 werd de stad alsnog afgegeven.